# Colonia Llamas
Colonia Llamas är en ort i Mexiko.   Den ligger i kommunen Ensenada och delstaten Baja California, i den nordvästra delen av landet, 2 100 km nordväst om huvudstaden Mexico City. Colonia Llamas ligger 32 meter över havet och antalet invånare är 188.
Terrängen runt Colonia Llamas är platt åt sydväst, men åt nordost är den kuperad. Runt Colonia Llamas är det glesbefolkat, med 8 invånare per kvadratkilometer. Närmaste större samhälle är Vicente Guerrero, 2,0 km söder om Colonia Llamas. Omgivningarna runt Colonia Llamas är i huvudsak ett öppet busklandskap.